# Alan Voorhees
Alan Voorhees (1922. december 17. – 2005. december 18.) közlekedési mérnökként és várostervezőként dolgozott. Az Egyesült Államokban számos köztér és épület az ő nevéhez köthető.

## Életpályája
A második világháború idejére felfüggesztette tanulmányait és beállt tengerésznek. Miután az USA ledobta az atombombát Nagaszakira, Vorhees egységét küldték oda, hogy nézzék meg a következményeket. Katonai szolgálatáért Ezüst- és Bronz Csillaggal tüntették ki.
A háború után visszatért tanulmányaihoz. 1947-ben végzett és szerezte meg mesterdiplomáját várostervezésből.
Mániákusan gyűjtötte a régi térképeket (elsősorban Virginiáról, amiről több mint 300 darabot gyűjtött össze). Végül több millió dollárért egy amerikai közkönyvtárnak adta gyűjteményét.